# Phoenicurus fuliginosus
Phoenicurus fuliginosus е вид птица от семейство Muscicapidae.

## Разпространение
Видът е разпространен в Афганистан, Бангладеш, Бутан, Виетнам, Индия, Китай, Киргизстан, Лаос, Мианмар, Непал, Пакистан и Тайланд.